# 1916 no desporto

## Eventos
- Pela primeira vez não houve VI Jogos Olímpicos em Berlim, devido à Primeira Guerra Mundial.[1][2]
- 30 de maio - Dario Resta se torna o primeiro britânico a vencer as 500 Milhas de Indianápolis. Apenas 21 carros participaram da prova, o menor grid da história e pela primeira vez que a corrida teve apenas 300 Milhas realizadas com 120 voltas completadas, atendendo a um pedido geral para economia de borracha, combustível e outros recursos e também pela primeira vez que os pilotos: Pete Henderson e Eddie Rickenbacker usaram capacetes de aço em vez de capacetes de pano ou couro estilo aviador.[3][4]
- 2 de julho - Início da 1ª edição da Copa América na Argentina.[5]
- 17 de julho - Uruguai é campeão na 1ª edição da Copa América.[5]
- 22 de outubro - Inauguração do estádio Urbano Caldeira, a Vila Belmiro, pertencente ao Santos Futebol Clube.[6]
- 24 de dezembro - O Coritiba vence o Savóia por 1 a 0, e é campeão da Associação Paranaense de Sports Athléticos (APSA).[7]
- 31 de dezembro - O Britânia vence o América por 4 a 0, e é campeão da Liga Sportiva Paranaense (LSP).[7]

## Nascimentos
| Data           | Nome               | Profissão                       | Nacionalidade                     | Observações | Ref    |
| -------------- | ------------------ | ------------------------------- | --------------------------------- | ----------- | ------ |
| 7 de Janeiro   | Paul Keres         | jogador de xadrez               | Estónia (atual) · União Soviética | m. 1975     | [ 8 ]  |
| 13 de janeiro  | Liselotte Landbeck | patinadora artística            | Áustria                           | m. 2013     | [ 9 ]  |
| 30 de junho    | Dénes Pataky       | patinador artístico             | Hungria                           | m. 1987     | [ 10 ] |
| 27 de julho    | Gino Bianco        | automobilista                   | Itália · Brasil                   | m. 1984     | [ 11 ] |
| 12 de setembro | Tony Bettenhausen  | automobilista                   | Estados Unidos                    | m. 1961     | [ 12 ] |
| 2 de novembro  | Violet Cliff       | patinadora artística            | Reino Unido                       | m. 2003     | [ 13 ] |
| 21 de novembro | Romeu Italo Ripoli | político e dirigente desportivo | Brasil                            | m. 1983     | [ 14 ] |

## Mortes
| Data         | Nome                | Profissão                         | Nacionalidade | Observações | Ref    |
| ------------ | ------------------- | --------------------------------- | ------------- | ----------- | ------ |
| 14 de agosto | Henrique Poppe Leão | jornalista e dirigente desportivo | Brasil        | n. 1881     | [ 15 ] |